# 6097 Koishikawa
6097 Koishikawa este un asteroid din centura principală de asteroizi.

## Descriere
6097 Koishikawa este un asteroid din centura principală de asteroizi. A fost descoperit pe 29 octombrie 1991 la Kitami de Kin Endate și Kazuro Watanabe. Asteroidul prezintă o orbită caracterizată de o semiaxă mare de 2,31 ua, o excentricitate de 0,09 și o înclinație de 6,1° în raport cu ecliptica.